# Černín (Zdice)
Černín je vesnice, část města Zdice v okrese Beroun ve Středočeském kraji. Nachází se dva kilometry severně od Zdic. Prochází tudy silnice II/236. Vesnice leží na okraji chráněné krajinné oblasti Křivoklátsko.
V roce 1950 byla osada Svatá 1. díl vyňata z obce Černín a sloučena s osadou Svatá 2. díl do obce Svatá.

## Historie
První písemná zmínka o vesnici pochází z roku 1037.

## Obyvatelstvo
| Rok            | 1869 | 1880 | 1890 | 1900 | 1910 | 1921 | 1930 | 1950 | 1961 | 1970 | 1980 | 1991 | 2001 | 2011 | 2021 |
| -------------- | ---- | ---- | ---- | ---- | ---- | ---- | ---- | ---- | ---- | ---- | ---- | ---- | ---- | ---- | ---- |
| Počet obyvatel | 314  | 310  | 340  | 326  | 323  | 314  | 298  | 246  | 263  | 223  | 187  | 154  | 168  | 199  | 204  |
| Počet domů     | 43   | 50   | 51   | 55   | 57   | 60   | 70   | 79   | 79   | 74   | 60   | 69   | 70   | 88   | 85   |

## Obecní správa
Při sčítání lidu v letech 1850–1960 byl Černín samostatnou obcí, nejprve v okrese Hořovice, od roku 1950 v okrese Beroun. Od 1. července 1960 je částí města Zdice v okrese Beroun.

## Další fotografie

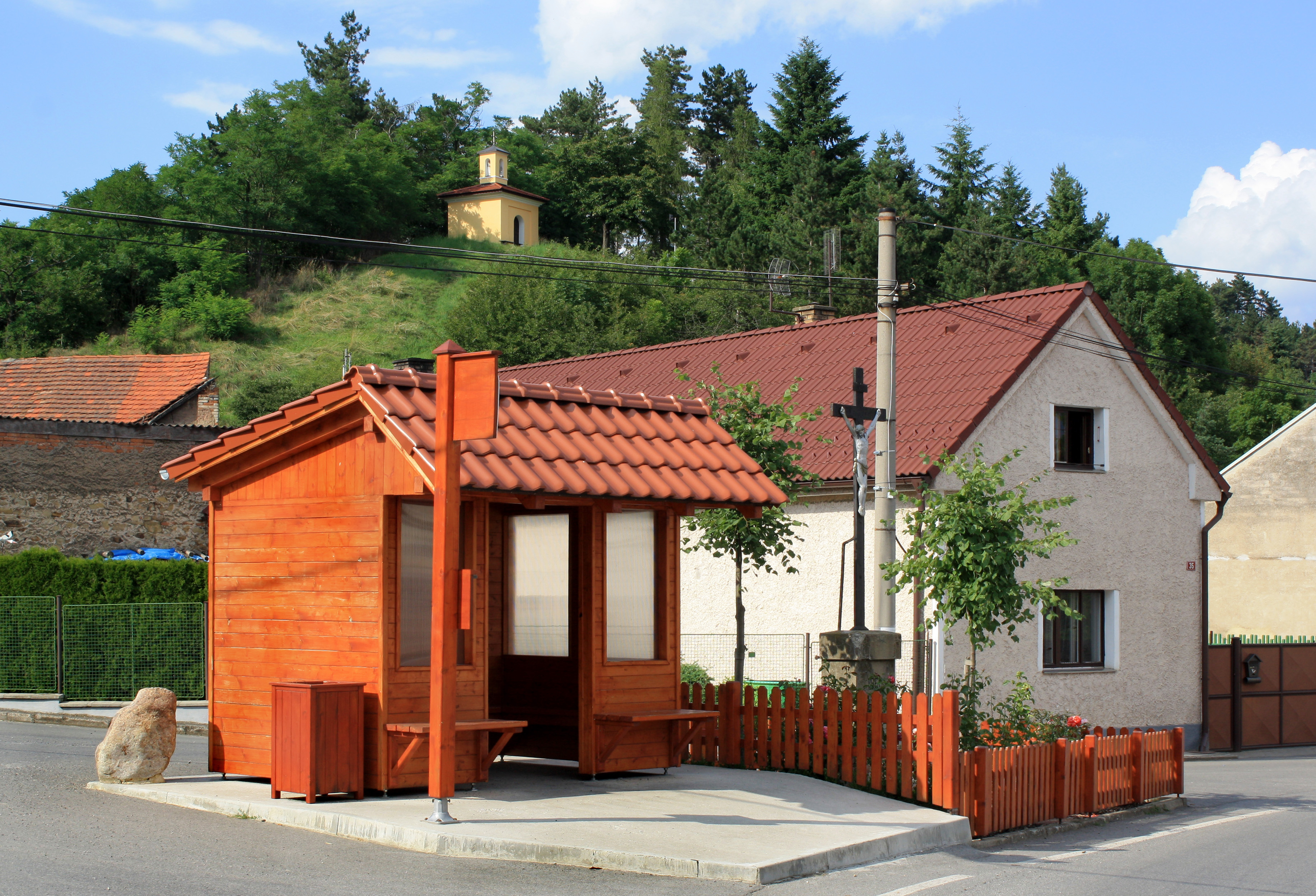
Zastávka na návsi
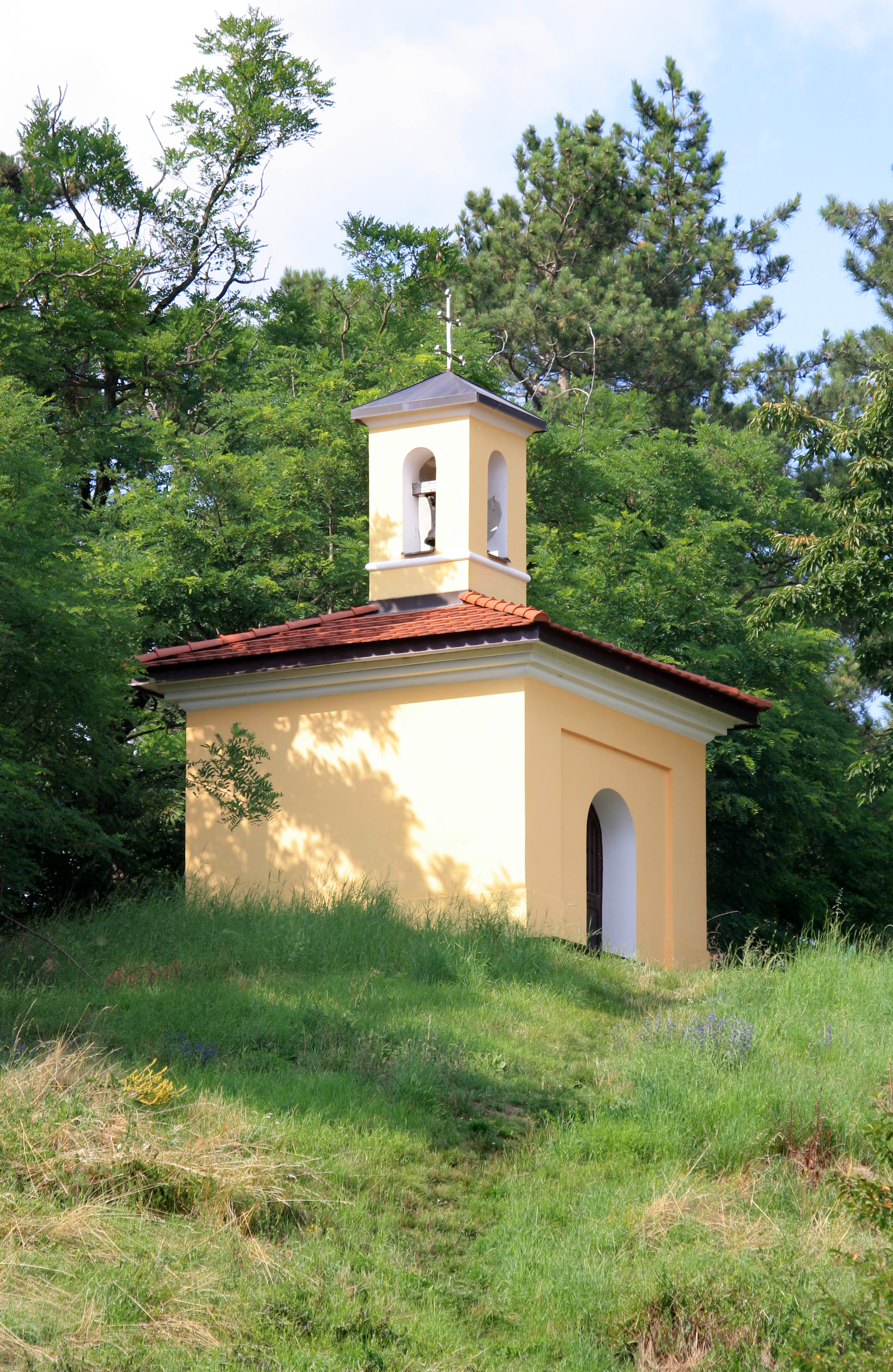
Kaplička nad vsí
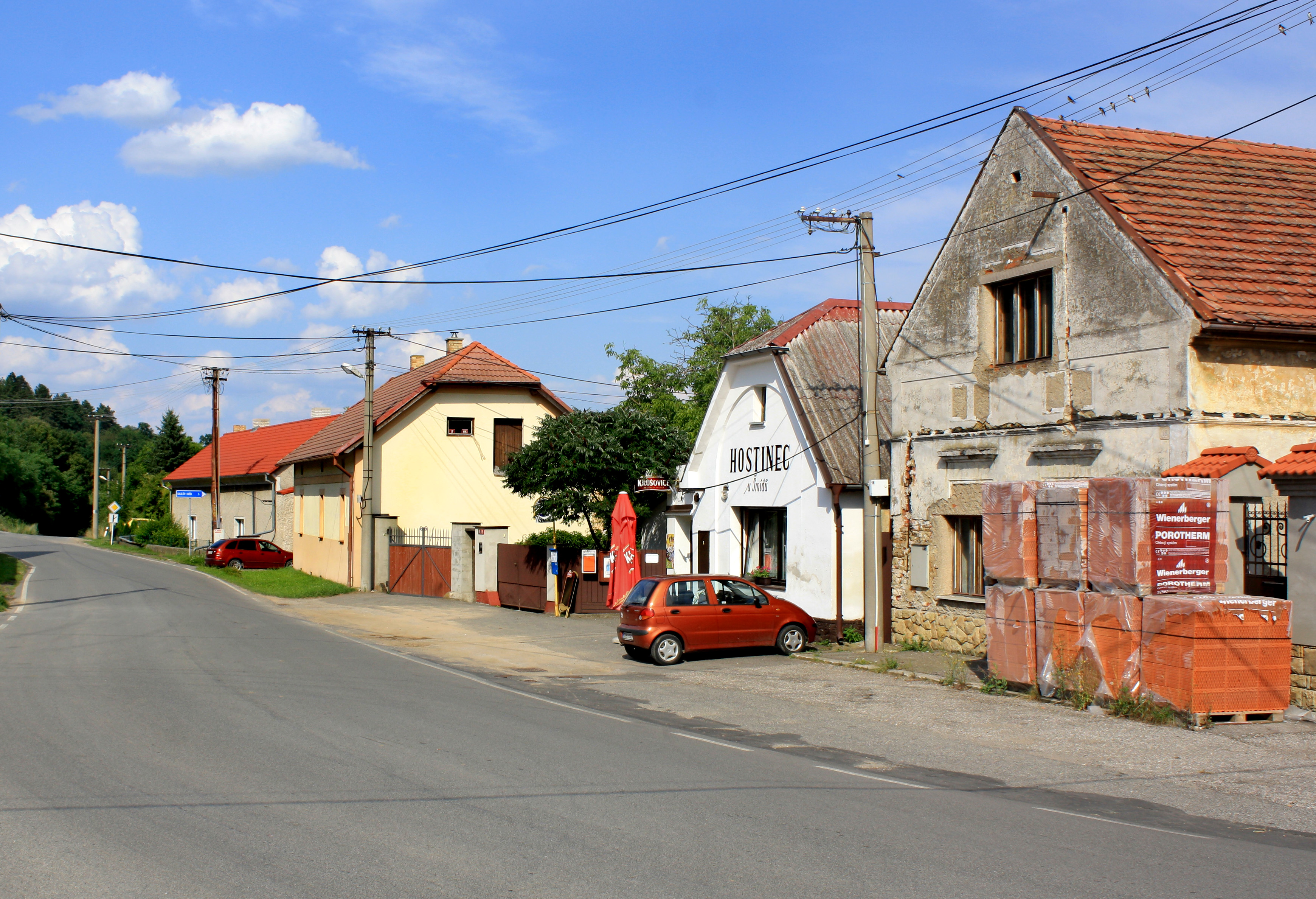
Náves s restaurací
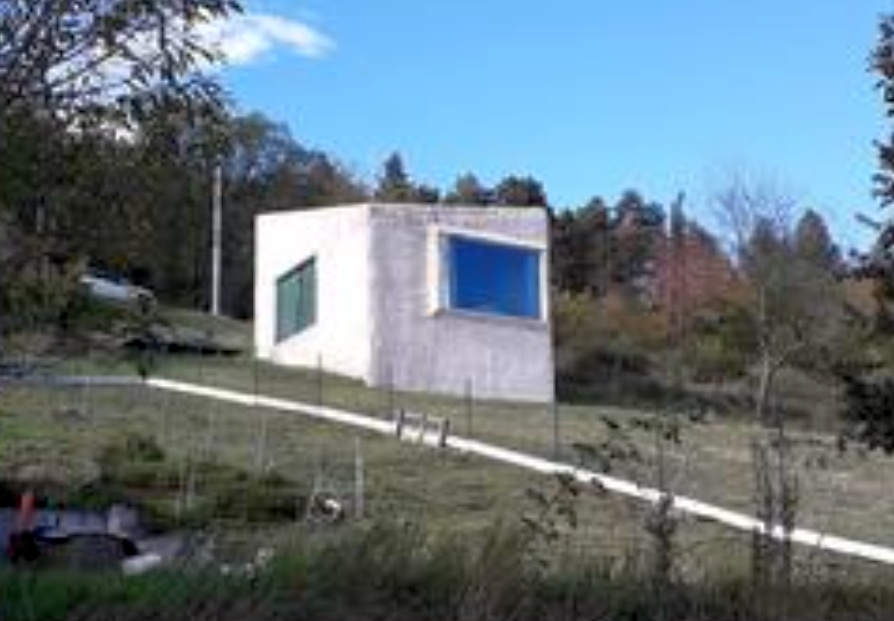
Vila Hermína